# Artoria thorelli
Artoria thorelli är en spindelart som först beskrevs av Lucien Berland 1929.  Artoria thorelli ingår i släktet Artoria och familjen vargspindlar. Inga underarter finns listade i Catalogue of Life.